# Lucjan Eysymontt
Lucjan Eysymontt (ur. 5 lipca 1802 w Grodnie, zm. 27 października 1869 w Siderce) – filomata, chorąży grodzieński, syn Ferdynanda, wojskiego grodzieńskiego i Józefy z Zawistowskich, sędzianki grodzieńskiej.

## Życiorys
Urodził się w Grodnie w roku 1802. Jego rodzicami byli Ferdynand Eysymontt, ostatni wojski grodzieński i Józefa z Zawistowskich, sędzianka grodzieńska. Pochodził z rodu o tradycjach wojskowych, sięgających legendarnych czasów Jaćwieży.
Lucjan dorastał w atmosferze pracy i poświęcenia dla ojczyzny. Po śmierci ojca zapewne największy wpływ na jego wychowanie i edukację miała matka i jej ojciec Józef Zawistowski (1738–1822), sędzia grodzieński. Zapewne to on skierował młodego Lucjana do Wileńskiej Alma Mater. A były to czasy niezwykłe, zarosłe legendą Zana i Mickiewicza, Domeyki i Czeczota. To tam niespełna 20-letni Lucjan, 4 marca 1821 roku wygłosił swój referat zatytułowany „Myśli o Filaretach”.
Po wydaleniu z Uniwersytetu wrócił do Jabłonowa, a następnie został wpisany w poczet sędziów granicznych w powiecie wołkowyskim (zapewne na skutek zabiegów rodziny). 30 października 1824 roku ożenił się z Marianną Kościałkowska, szambelanówną JKM. Ceremonia odbyła się w katedrze św. Jana Chrzciciela w Wilnie, a świadkami byli Jan Łopatta, prezes sądu głównego litewskiego, Tomasz Szukiewicz, szwagier (mąż przyrodniej siostry, z pierwszego małżeństwa Ferdynanda z Bogumiłą Filknestein – Franciszki), Konstanty z Wolda Mejer (jego rodzina była spokrewniona z Maciejem Tadeuszem Eysymonttem, ostatnim stolnikiem grodzieńskim) oraz Jan Bergman, doktor medycyny z Wilna.
W roku 1831 sygnował się jako chorąży grodzieński (tak też było zapisane na jego nagrobku).
W późniejszych latach związał się z rodziną szwagra Adama Sołtana, u którego bywał wraz z bratanicą Zofią (późniejszą hrabiną Henrykową Łubieńską), zwłaszcza w okresie represji carskich, jakie spotkały tę rodzinę. Możliwe, że Estera Sołtanówna, która widnieje jako jego ostatnia małżonka, była siostrą Adama.
Zmarł z nocy z 26 na 27 października 1869 roku w Siderce, dobrach rodziny matki – Zawistowskich.

## Genealogia
|                                                                                  |                                                                                  |                                                                                  |                                                                                  |                                                                                  |                                                                                  |  |  |                                                                      |                                                                      |                                                                      |                                                                      |                                                                      |                                                                      |  |  | | | | | | |  |  | Franciszka x. Tomasz Szukiewicz sędzia graniczny powiatu słonimskiego                                                | | | | | |  |  |                                                                              |                                                                              |                                                                              |                                                                              |                                                                              |                                                                              |
|                                                                                  |                                                                                  |                                                                                  |                                                                                  |                                                                                  |                                                                                  |  |  |                                                                      |                                                                      |                                                                      |                                                                      |                                                                      |                                                                      |  |  | | | | | | |  |  | | | | | | |  |  |                                                                              |                                                                              |                                                                              |                                                                              |                                                                              |                                                                              |
|                                                                                  |                                                                                  |                                                                                  |                                                                                  |                                                                                  |                                                                                  |  |  |                                                                      |                                                                      |                                                                      |                                                                      |                                                                      |                                                                      |  |  | | | | | | |  |  | | | | | | |  |  |                                                                              |                                                                              |                                                                              |                                                                              |                                                                              |                                                                              |
| Jan Eysymontt (zm. ok. 1733) mierniczy litewski x Anna Siezieniewska (1694-1770) | Jan Eysymontt (zm. ok. 1733) mierniczy litewski x Anna Siezieniewska (1694-1770) | Jan Eysymontt (zm. ok. 1733) mierniczy litewski x Anna Siezieniewska (1694-1770) | Jan Eysymontt (zm. ok. 1733) mierniczy litewski x Anna Siezieniewska (1694-1770) | Jan Eysymontt (zm. ok. 1733) mierniczy litewski x Anna Siezieniewska (1694-1770) | Jan Eysymontt (zm. ok. 1733) mierniczy litewski x Anna Siezieniewska (1694-1770) |  |  | Michał Józef (ok. 1712-1768) chorąży grodzieński x. Joanna Kochtycka | Michał Józef (ok. 1712-1768) chorąży grodzieński x. Joanna Kochtycka | Michał Józef (ok. 1712-1768) chorąży grodzieński x. Joanna Kochtycka | Michał Józef (ok. 1712-1768) chorąży grodzieński x. Joanna Kochtycka | Michał Józef (ok. 1712-1768) chorąży grodzieński x. Joanna Kochtycka | Michał Józef (ok. 1712-1768) chorąży grodzieński x. Joanna Kochtycka |  |  | Ferdynand (ok. 1760-1811)) wojski grodzieński x1. Bogumiła Wilgenstein x2. Józefa Zawistowska (zm. 1849) sędzianka grodzieńska | Ferdynand (ok. 1760-1811)) wojski grodzieński x1. Bogumiła Wilgenstein x2. Józefa Zawistowska (zm. 1849) sędzianka grodzieńska | Ferdynand (ok. 1760-1811)) wojski grodzieński x1. Bogumiła Wilgenstein x2. Józefa Zawistowska (zm. 1849) sędzianka grodzieńska | Ferdynand (ok. 1760-1811)) wojski grodzieński x1. Bogumiła Wilgenstein x2. Józefa Zawistowska (zm. 1849) sędzianka grodzieńska | Ferdynand (ok. 1760-1811)) wojski grodzieński x1. Bogumiła Wilgenstein x2. Józefa Zawistowska (zm. 1849) sędzianka grodzieńska | Ferdynand (ok. 1760-1811)) wojski grodzieński x1. Bogumiła Wilgenstein x2. Józefa Zawistowska (zm. 1849) sędzianka grodzieńska |  |  | Lucjan Marek (1802-1869) chorąży grodzieński filomata x1. Marianna Kościałkowska szambelanówna JKM x2. Estera Sołtan | Lucjan Marek (1802-1869) chorąży grodzieński filomata x1. Marianna Kościałkowska szambelanówna JKM x2. Estera Sołtan | Lucjan Marek (1802-1869) chorąży grodzieński filomata x1. Marianna Kościałkowska szambelanówna JKM x2. Estera Sołtan | Lucjan Marek (1802-1869) chorąży grodzieński filomata x1. Marianna Kościałkowska szambelanówna JKM x2. Estera Sołtan | Lucjan Marek (1802-1869) chorąży grodzieński filomata x1. Marianna Kościałkowska szambelanówna JKM x2. Estera Sołtan | Lucjan Marek (1802-1869) chorąży grodzieński filomata x1. Marianna Kościałkowska szambelanówna JKM x2. Estera Sołtan |  |  | 1. Karol Ignacy (ur. 1827)                                                   | 1. Karol Ignacy (ur. 1827)                                                   | 1. Karol Ignacy (ur. 1827)                                                   | 1. Karol Ignacy (ur. 1827)                                                   | 1. Karol Ignacy (ur. 1827)                                                   | 1. Karol Ignacy (ur. 1827)                                                   |
| Jan Eysymontt (zm. ok. 1733) mierniczy litewski x Anna Siezieniewska (1694-1770) | Jan Eysymontt (zm. ok. 1733) mierniczy litewski x Anna Siezieniewska (1694-1770) | Jan Eysymontt (zm. ok. 1733) mierniczy litewski x Anna Siezieniewska (1694-1770) | Jan Eysymontt (zm. ok. 1733) mierniczy litewski x Anna Siezieniewska (1694-1770) | Jan Eysymontt (zm. ok. 1733) mierniczy litewski x Anna Siezieniewska (1694-1770) | Jan Eysymontt (zm. ok. 1733) mierniczy litewski x Anna Siezieniewska (1694-1770) |  |  | Michał Józef (ok. 1712-1768) chorąży grodzieński x. Joanna Kochtycka | Michał Józef (ok. 1712-1768) chorąży grodzieński x. Joanna Kochtycka | Michał Józef (ok. 1712-1768) chorąży grodzieński x. Joanna Kochtycka | Michał Józef (ok. 1712-1768) chorąży grodzieński x. Joanna Kochtycka | Michał Józef (ok. 1712-1768) chorąży grodzieński x. Joanna Kochtycka | Michał Józef (ok. 1712-1768) chorąży grodzieński x. Joanna Kochtycka |  |  | Ferdynand (ok. 1760-1811)) wojski grodzieński x1. Bogumiła Wilgenstein x2. Józefa Zawistowska (zm. 1849) sędzianka grodzieńska | Ferdynand (ok. 1760-1811)) wojski grodzieński x1. Bogumiła Wilgenstein x2. Józefa Zawistowska (zm. 1849) sędzianka grodzieńska | Ferdynand (ok. 1760-1811)) wojski grodzieński x1. Bogumiła Wilgenstein x2. Józefa Zawistowska (zm. 1849) sędzianka grodzieńska | Ferdynand (ok. 1760-1811)) wojski grodzieński x1. Bogumiła Wilgenstein x2. Józefa Zawistowska (zm. 1849) sędzianka grodzieńska | Ferdynand (ok. 1760-1811)) wojski grodzieński x1. Bogumiła Wilgenstein x2. Józefa Zawistowska (zm. 1849) sędzianka grodzieńska | Ferdynand (ok. 1760-1811)) wojski grodzieński x1. Bogumiła Wilgenstein x2. Józefa Zawistowska (zm. 1849) sędzianka grodzieńska |  |  | Lucjan Marek (1802-1869) chorąży grodzieński filomata x1. Marianna Kościałkowska szambelanówna JKM x2. Estera Sołtan | Lucjan Marek (1802-1869) chorąży grodzieński filomata x1. Marianna Kościałkowska szambelanówna JKM x2. Estera Sołtan | Lucjan Marek (1802-1869) chorąży grodzieński filomata x1. Marianna Kościałkowska szambelanówna JKM x2. Estera Sołtan | Lucjan Marek (1802-1869) chorąży grodzieński filomata x1. Marianna Kościałkowska szambelanówna JKM x2. Estera Sołtan | Lucjan Marek (1802-1869) chorąży grodzieński filomata x1. Marianna Kościałkowska szambelanówna JKM x2. Estera Sołtan | Lucjan Marek (1802-1869) chorąży grodzieński filomata x1. Marianna Kościałkowska szambelanówna JKM x2. Estera Sołtan |  |  | 1. Karol Ignacy (ur. 1827)                                                   | 1. Karol Ignacy (ur. 1827)                                                   | 1. Karol Ignacy (ur. 1827)                                                   | 1. Karol Ignacy (ur. 1827)                                                   | 1. Karol Ignacy (ur. 1827)                                                   | 1. Karol Ignacy (ur. 1827)                                                   |
|                                                                                  |                                                                                  |                                                                                  |                                                                                  |                                                                                  |                                                                                  |  |  |                                                                      |                                                                      |                                                                      |                                                                      |                                                                      |                                                                      |  |  | | | | | | |  |  | | | | | | |  |  |                                                                              |                                                                              |                                                                              |                                                                              |                                                                              |                                                                              |
|                                                                                  |                                                                                  |                                                                                  |                                                                                  |                                                                                  |                                                                                  |  |  |                                                                      |                                                                      |                                                                      |                                                                      |                                                                      |                                                                      |  |  | | | | | | |  |  | Oktawiusz Szymon (1808-1850) x1. Zofia Szukiewicz x2. Helena Sołtan (1826-1900)                                      | Oktawiusz Szymon (1808-1850) x1. Zofia Szukiewicz x2. Helena Sołtan (1826-1900)                                      | Oktawiusz Szymon (1808-1850) x1. Zofia Szukiewicz x2. Helena Sołtan (1826-1900)                                      | Oktawiusz Szymon (1808-1850) x1. Zofia Szukiewicz x2. Helena Sołtan (1826-1900)                                      | Oktawiusz Szymon (1808-1850) x1. Zofia Szukiewicz x2. Helena Sołtan (1826-1900)                                      | Oktawiusz Szymon (1808-1850) x1. Zofia Szukiewicz x2. Helena Sołtan (1826-1900)                                      |  |  | 2. Zofia (1848-1926) x1. Karol Kublicki x2. hr. Henryk Łubieński (1844-1925) | 2. Zofia (1848-1926) x1. Karol Kublicki x2. hr. Henryk Łubieński (1844-1925) | 2. Zofia (1848-1926) x1. Karol Kublicki x2. hr. Henryk Łubieński (1844-1925) | 2. Zofia (1848-1926) x1. Karol Kublicki x2. hr. Henryk Łubieński (1844-1925) | 2. Zofia (1848-1926) x1. Karol Kublicki x2. hr. Henryk Łubieński (1844-1925) | 2. Zofia (1848-1926) x1. Karol Kublicki x2. hr. Henryk Łubieński (1844-1925) |
|                                                                                  |                                                                                  |                                                                                  |                                                                                  |                                                                                  |                                                                                  |  |  |                                                                      |                                                                      |                                                                      |                                                                      |                                                                      |                                                                      |  |  | | | | | | |  |  | Oktawiusz Szymon (1808-1850) x1. Zofia Szukiewicz x2. Helena Sołtan (1826-1900)                                      | Oktawiusz Szymon (1808-1850) x1. Zofia Szukiewicz x2. Helena Sołtan (1826-1900)                                      | Oktawiusz Szymon (1808-1850) x1. Zofia Szukiewicz x2. Helena Sołtan (1826-1900)                                      | Oktawiusz Szymon (1808-1850) x1. Zofia Szukiewicz x2. Helena Sołtan (1826-1900)                                      | Oktawiusz Szymon (1808-1850) x1. Zofia Szukiewicz x2. Helena Sołtan (1826-1900)                                      | Oktawiusz Szymon (1808-1850) x1. Zofia Szukiewicz x2. Helena Sołtan (1826-1900)                                      |  |  | 2. Zofia (1848-1926) x1. Karol Kublicki x2. hr. Henryk Łubieński (1844-1925) | 2. Zofia (1848-1926) x1. Karol Kublicki x2. hr. Henryk Łubieński (1844-1925) | 2. Zofia (1848-1926) x1. Karol Kublicki x2. hr. Henryk Łubieński (1844-1925) | 2. Zofia (1848-1926) x1. Karol Kublicki x2. hr. Henryk Łubieński (1844-1925) | 2. Zofia (1848-1926) x1. Karol Kublicki x2. hr. Henryk Łubieński (1844-1925) | 2. Zofia (1848-1926) x1. Karol Kublicki x2. hr. Henryk Łubieński (1844-1925) |

## Myśli o Filaretach
Każde towarzystwo ma pewne zamiary i główny cel, do którego czynności swoje kieruje. My za ten przedmiot naukę obieramy. Cel ten, tak wielki, godny jest wielkości człowieka, godny, aby dla niego poświecić pracę i siły. Cóż bowiem jest wyższego nad mądrość, ten najdoskonalszy twór przyrodzenia? Nauka jest przysionkiem do tej świątyni. Ktokolwiek jej nabędzie, temu się z łatwością otworzą podwoje tego gmachu; a ktokolwiek tam wejdzie, już jest na szczycie swego szczęścia.

Droga wiodąca do tego przybytku jest wąską stecką, cierniem i głogiem pokrytą. Praca jest jedynym przewodnikiem, za pośrednictwem której dojść można do końca przykrej podróży, i dlatego bardzo mała cząstka ludzi została wprowadzoną do samej świątyni. Jakkolwiek nabycie nauki jest trudnym, w pracy jednakże ustawać nie trzeba, bo chociaż nie każdy dojdzie końca tej drogi, zawsze jednakże jest lepiej być przynajmniej u jej środka, niż u początku. Tę prawdę mając w pamięci, za drugi cel prace obrać winniśmy. Lecz ta praca we względzie naukowym sama z siebie nic albo przynajmniej mało bardzo zdziałać jest w stanie i, aby korzystnie obracaną była, pomocy i wsparcia potrzebuje. Stąd wzajemna pomoc powinna być także jednym z głównych celów Zgromadzenia naszego.

Niezawodna jest rzeczą, że przymus nie podoba się człowiekowi, i pewna jest, że każdy człowiek nie z taką chęcią pracuje koło rzeczy, jeśli ta jest mu przez drugiego koniecznie naznaczoną, aniżeli wtedy, gdy sam sobie czynność obiera, lub jeśli jest skłoniony przez namowy przyjaciela, nie zaś przez nakaz wyższego od siebie. Prawdziwego przyjaciela rady nieraz odwodzą od złych postępków i wracają człeka społeczności, dla której miał być już straconym. Ale ktoż dobro wynikłe z przyjaźni dokładnie opisać zdoła? Ona, dzieląc los dwóch ludzi, których jedna jest dusza, w szczęściu pomnaża w dwójnasób uczucie jego, w nieszczęściu ktoż lepiej nad przyjaciela zdoła otrzeć łzy, które przygoda wyciska? Przyjaźń jest dobroczynnym darem nieba, a stąd jakże byśmy o niej zapomnieć mogli! Zachowanie prawdziwej przyjaźni powinno być głównym naszym przedmiotem i istotnym celem Towarzystwa.

Obierając dla siebie za cel naukę, uważamy ją w najobszerniejszym znaczeniu. Lecz słabość natury ludzkiej nie dozwala człowiekowi, aby wszystkie jej części gruntownie posiadał. Wszystko mniej więcej znać może, lecz jeden przedmiot za wyłączny obrać sobie należy; w tym się ćwiczyć i stać się doskonałym usiłować trzeba. Cóż lepiej obrać nam wypada, jeżeli nie naukę dziejów ojczystych? Cóż gruntowniej każdy syn Ojczyzny znać powinien, jeżeli nie własnej matki historią? Tysiączne stąd dla niego i kraju korzyści wynikną. Ale obróćmy oczy na stan nasz nieszczęśliwy, a ujrzym, że ta powinność, jeżeli dla wszystkich jest konieczną, dla nas ważność swoją stokrotnie powiększa. Dla nas, mówię, nieszczęsnych niewolników, których matka opuściła, a nadzieja tylko wstrzymuje od zupełnej rozpaczy; dla nas wiadomość dzieł szlachetnych licznego poczetu zacnych i wielkich przodków może stać się największą pociechą, a późniejszym czasie – oby to dały sprawiedliwe nieba! – godnym przykładem do naśladowania.
.